# Tamolanica decipiens
Tamolanica decipiens är en bönsyrseart som beskrevs av Werner 1923. Tamolanica decipiens ingår i släktet Tamolanica och familjen Mantidae. Inga underarter finns listade i Catalogue of Life.